# Bajzáth József
Pészaki Bajzáth József (Kissalló, Bars vármegye, 1720. február 6. – Veszprém, 1802. február 24.) veszprémi püspök és alkancellár, Bajzáth János fejéri táblabíró bátyja.

## Élete
A nemesi származású pészaki Bajzáth családban született. Bajzáth György és Litassy Klára legidősebb gyermekeként, szegényebb módú nemesi családba született. A gimnáziumot Pozsonyban és Esztergomban végezve, 1738-ban az esztergomi érseki megyében papnak vették fel; a bölcselet s teológia tanulására Nagyszombatba küldték. 1745-ben ugyanott az érseki kancellária vikáriusa, 1750-ben a pesti királyi tábla ülnöke; 1751-ben pozsonyi, 1754-ben esztergomi kanonok, komáromi főesperes és apát; 1757-ben a szent István-rend lovagja s veszprémi prépost lett. Az 1765. országgyűlés után azonnal udvari tanácsossá és a magyar kancelláriánál referendáriussá nevezteték ki. 1771. október 13-án nyerte el a szent Jakabról címzett sümegi apátságot; ekkor már ansariai címzetes püspök volt. 1773-ban belső titkos tanácsos és alkancellár, 1777-ben veszprémi püspök lett. Részt vett az 1751. és 1765–1766. országgyűléseken, mint a pozsonyi és esztergomi káptalanok követe. Koporsója fölött Horváth János magyar, Nagy Ferenc és Zimányi Lajos István latin emlékbeszédet mondtak, melyek 1802-ben Veszprémben megjelentek.

## Munkái
A veszprémi káptalan tagjairól irt egy latin munkát: Supplementum ad vitam… Vesprimiensis praesulis… címmel, mely kéziratban maradt.